# Elías Figueroa
Elías Ricardo Figueroa Brander (* 25. říjen 1946, Valparaíso) je bývalý chilský fotbalista, obránce, jeden ze dvou Chilanů, které Pelé roku 2004 zařadil mezi 125 nejlepších žijících fotbalistů světa. Třikrát byl vyhlášen nejlepším fotbalistou Jižní Ameriky (1974, 1975, 1976). S chilskou reprezentací získal stříbrnou medaili na Mistrovství Jižní Ameriky roku 1979 a zúčastnil se tří světových šampionátů (1966, 1974, 1982). Celkem za národní tým odehrál 47 zápasů a vstřelil 2 branky. Dvojnásobný mistr Uruguaye (1967, 1968), Brazílie (1975, 1976), Chile (1978, 1983) i mistr severní Ameriky z roku 1982.